# Нгану Лейма
Нгану Лейма або Нганурейма — богиня качок та інших водоплавних птахів у міфології та релігії Мейтей. Вона є сестрою богинь Хуну Лейми та Шабі Лейми. Легенда говорить, що всі три сестри вийшли заміж за одного смертного.

## Етимологія
Жіноче ім'я мейтей «Нгану Лейма» складається з двох складових слів. Два слова — «Нгану» і «Лейма». У Мейтей «Нгану» означає качка. Слово «Лейма» також складається з двох складових слів: «Лей» та «Ма». «Лей» означає суходіл або земля. "Ма" означає «мати». Дослівно «Лейма» можна перекласти як «Мати суходолу» або «Мати-Земля». Але в загальному контексті «Лейма» означає королеву, коханку чи даму.

## Опис
Богиня Нгану Лейма описується як володарка всіх качок і водоплавних птахів світу. У будь-який момент вона могла скликати всіх качок і водоплавних птахів у будь-яке місце, яке вона забажає. Вона є однією з дочок Бога Салайлена (псевдонім Сорарен).

## Інші веб-сайти
- The Widow's Son :: Lukhrabi Macha Fungawari Singbul by B. Jayantakumar Sharma. e-pao.net (англ.).